# W.D. & H.O. Wills
W.D. e H.O. Wills fu un'azienda britannica di tabacco, con sede a Bristol. Fondata nel 1786, è stata la prima azienda del Regno Unito a produrre sigarette in massa. Fu tra le società che fondarono Imperial Tobacco. Chiuse nel 1988.